# Argumentum ad populum
L'argumentum ad populum (aussi nommé « raison de la majorité », ou « raison du peuple », « appel à la masse », « appel à la majorité », « appel aux croyances », « argument du consensus », « argument du consentement universel », « argument démagogique » ou encore « argument populiste ») est un sophisme ou un paralogisme, et une figure de rhétorique qui s'appuie sur le fait d'invoquer le grand nombre de personnes adhérant à une idée ou à une pratique comme raison d'y adhérer ou comme preuve de son efficacité alors qu'elles ne sont, en fait, soutenues par aucune preuve convenable.

## Popularité
Une variante dans la façon de le nommer est l’« appel à la popularité » : une idée ou une affirmation serait acceptée comme vraie parce qu'un nombre important de personnes la considère (ou la considérerait) comme vraie.

### Appel à la popularité: publicité
Ce procédé est utilisé de manière secondaire par la publicité, avec par exemple la distinction « Élu Produit de l'Année » ou la mention « produit le plus utilisé ». Que le produit ait réellement eu de la popularité ou soit présenté de façon mensongère importe peu. Au deuxième niveau, le produit est présenté comme populaire, et ensuite renforcé.
Dans les années 1950, le slogan du quotidien France-Soir était : « Faites comme tout le monde : lisez France-Soir ».

### Appel à la popularité internautique
Argumentum ad Google est une variante internautique contemporaine, alors que la quantité de références par le moteur de recherche Google indique seulement l'intérêt d'un sujet pour des sites web et pas nécessairement son importance ou sa pertinence absolue.

## Populisme
Le populisme tient « en partie sa mauvaise réputation d'une assimilation plus ou moins abusive avec ce que les logiciens et les rhétoriciens appellent l'argumentum ad populum ». 
Si, par exemple, dans un appel, un orateur s'adresse au peuple et que celui-ci le soutient, son argument est souligné. Il s'agit d'un argument d'autorité, le pouvoir l'approuvant étant le peuple.
Pour le politologue Clément Viktorovitch, le professeur Didier Raoult adopte une forme de populisme médical en recourant au raisonnement fallacieux fondé sur ce type d'arguments,.

## Citations
« Neuf personnes sur dix ne peuvent pas se tromper. »

— Gérard Deltell